# Embrayage à clabots

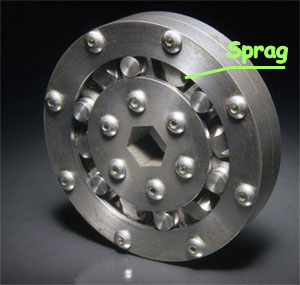
Un roulement à sens unique combinant des clabots et des roulements à rouleaux.

Un embrayage à clabots est un embrayage à roue libre unidirectionnel.
Il ressemble à un roulement à rouleaux mais, au lieu de rouleaux cylindriques, des clabots asymétriques sont utilisés. Lorsque l'appareil tourne dans une direction, le roulement est en roue libre, mais lorsqu'un couple est appliqué dans la direction opposée, les clabots s'inclinent légèrement, produisant une action de calage et de liaison en raison de la friction. Les clabots sont montés sur des ressorts pour qu'ils se verrouillent avec très peu de jeu.

## Applications

### Les transmissions automatiques
Un embrayage à clabots est utilisé dans certaines transmissions automatiques comme méthode permettant à la transmission de changer en douceur les vitesses sous charge. Différents modèles de la boîte de vitesses General Motors turbo-hydramatic ont utilisé ce système.
Un embrayage à clabots est utilisé dans la plupart des anciennes transmissions automatiques et quelques plus récentes pour les changements qui exigent la synchronisation lors de l'engagement d'un embrayage avec le désengagement de l'autre. Utiliser un arbre tournant plus vite plutôt qu'un arbre amené à la vitesse de l'autre par hydraulique  rend cette synchronisation automatique et plus simple. L'embrayage à clabots « laisse aller » une fois que la force de réaction qu'il fournit n'est plus nécessaire.
Dans un Jeu Planétaire Simpson, commun à de nombreuses boites automatiques, c'est ce qui se passe durant le passage de la première à la deuxième et se retourne pour rétrograder. Le passage de la deuxième à la troisième se fait par l'engagement d'un seul embrayage supplémentaire, et rien n'est retiré. Certaines nouvelles transmissions contrôlées électroniquement font des passages de vitesses "embrayage à embrayage" sans aucun clabot.
Cela peut aussi être utilisé exclusivement dans la première vitesse (levier de vitesse en D, ou la sélection de la 1re) sur certaines autos. De cette manière, la poussée se fera vers l'avant, sans fournir aucun frein moteur. Le but n'est pas d'éviter le frein moteur en soi, mais plutôt de permettre une faible ouverture des gaz lorsqu'on rétrograde de deuxième en première lorsque la voiture perd de la vitesse, afin d'éviter une forte (et potentiellement brutale) et énervante secousse à la suite de la rétrogradation. Sur les transmissions équipées de ce système, la sélection manuelle de la 1ère vitesse  engage généralement une bande qui s'agrippe à la même section que l'embrayage à sens unique, et permet ainsi de disposer de frein moteur.

### Les hélicoptères
Un embrayage à sens unique est utilisé dans de nombreux hélicoptères pour transférer la puissance du moteur au rotor principal. Dans le cas d'une panne moteur, l'embrayage permet au rotor principal de continuer à tourner plus vite que le moteur pour que l'hélicoptère puise entrer en autorotation. Dans les hélicoptères bimoteurs, un système de roue libre permet de gérer les désynchronisations entre les deux entrées moteur, notamment dans les phases de démarrage.

### Les applications sur les Motos

#### Démarreurs
Un embrayage à sens unique est utilisé dans les démarreurs électriques des motos  modernes pour remplacer le Bendix commun aux démarreurs automobiles.

#### Entraînement principal
Beaucoup de motos modernes de sport et de course utilisent des griffes dans l'entraînement principal entre le moteur et la transmission. Cela empêche la roue arrière de perdre la traction lorsque les vitesses sont rapidement rétrogradées et que la vitesse du moteur ne correspond plus à la vitesse de route. Si un embrayage à roue libre n'est pas présent, une beaucoup plus grande prudence est de mise lors des rétrogradations, parce que perdre l'adhérence de la roue arrière peut causer de dangereux accidents High side.

### Les Convoyeurs
Sur les convoyeurs, un embrayage à clabots est utilisé pour l'indexage et pour empêcher les retours.

#### Le dépassement
Le dépassement se produit lorsque deux ou plus de deux moteurs peuvent être utilisés pour entraîner la même machine, y compris par le même arbre. Une configuration typique emploie un moteur de service, ou moteur primaire, qui fournit une combinaison de vitesse et de puissance pour un fonctionnement normal. Le moteur secondaire peut être employé à faible vitesse et faible puissance, généralement pour positionner la bande transporteuse pour l'entretien.
L'embrayage de dépassement permet au moteur secondaire de rester à l'arrêt pendant le fonctionnement normal à haute vitesse de la bande transporteuse.

#### L'indexation
Un mouvement d'indexation fournit une précision dans le système d'entraînement. Un lien est installé entre le moteur principal et une bague de l'embrayage. Le mouvement de va-et-vient du moteur principal est converti en un mouvement d'indexation sur l'autre bague de l'embrayage.

#### L'appui
L'appui empêche un convoyeur incliné chargé de retourner en arrière lorsque le système d'entraînement est arrêté. La bague extérieure de l'embrayage à clabots est fixé au châssis de la machine, généralement par l'intermédiaire d'un bras de couple. La bague intérieure tourne librement dans le sens de la marche du moteur de la bande transporteuse. Lorsque la machine essaye de tourner en arrière, l'embrayage empêche ce mouvement. 

#### Levage de la charge de frein
Un frein à chargement par levage est utilisé comme frein secondaire pour empêcher les palans industriels de lâcher catastrophiquement leurs charges en cas de défaillance mécanique.

## Lubrification
Ces embrayages peuvent être lubrifiés avec de l'huile ou de la graisse. La plupart des fabricants d'embrayages ne permettent pas l'utilisation de lubrifiants contenant des additifs extrême-pression.